# Outra Metade
Outra Metade é o álbum de estreia de Brenda dos Santos, lançado de 2011 pela gravadora Sony Music. A obra conta com a participação de Antônio Cirilo e recebeu elogios da crítica especializada.[carece de fontes?]

## Faixas
1. "Alvo do teu milagre"  (Anderson Freire) — 3:57
2. "Bem perto de Ti"  (Jamba e Davi Fernandes) — 4:41
3. "O meu louvor voará"  (Anderson Freire)  — 4:33
4. "Deixa Deus te usar"  (Os Nazireus) — 4:25
5. "Eu sei"  (Pedro Felipe, Ruben di Souza e Rafael Brito) — 4:26
6. "Pentecostes"	 (Davi Fernandes e Jill Viegas) — 3:51
7. "Toque nele"	 (Tony Ricardo) — 4:11
8. "A mensagem da cruz"	 (George Bernnard) — 5:12
9. "Outra metade"   (Anderson Freire) — 3:34
10. "O prêmio é meu" (Davi Fernandes e Renato Cesar)  — 3:41
11. "Sonda-me, usa-me" (Edson Feitosa e Ana Feitosa) — 5:01
12. "Não há outro"  (Rafael Brito, Ruben di Souza e Marcos Brito) — 4:00